# Nekoïta
La nekoïta és un mineral de la classe dels silicats. El seu nom és un anagrama (ortografia inversa en aquest cas) de l'OKENita, amb la que originàriament s'havia confós.

## Característiques
La nekoïta és un silicat de fórmula química Ca₃Si₆O15·7H₂O. Cristal·litza en el sistema triclínic.
Segons la classificació de Nickel-Strunz, la nekoïta pertany a «09.EA: Fil·losilicats, amb xarxes senzilles de tetraedres amb 4-, 5-, (6-), i 8-enllaços» juntament amb els següents minerals: cuprorivaïta, gil·lespita, effenbergerita, wesselsita, ekanita, apofil·lita-(KF), apofil·lita-(KOH), apofil·lita-(NaF), magadiïta, dalyita, davanita, sazhinita-(Ce), sazhinita-(La), okenita, cavansita, pentagonita, penkvilksita, tumchaïta, nabesita, ajoïta, zeravshanita, bussyita-(Ce) i plumbofil·lita.

## Formació i jaciments
Va ser descoberta a la pedrera Wet Weather, al mont Sky Blue, dins la localitat de Crestmore, al Comtat de Riverside (Califòrnia, Estats Units). També ha estat descrita a Arizona, així com a Brasil, Xile, Hongria, Itàlia, el Tadjikistan i l'Azerbaijan.